# Бостонская гавань
Бостонская гавань (англ. Boston Harbor, 42°19′12″ с. ш. 70°57′57″ з. д.) — крупная естественная гавань в западной части залива Массачусетс, расположенная рядом с Бостоном. В гавани находится один из крупнейших в США судоходный порт Бостона.

## География
Бостонская гавань — крупная гавань, которая составляет западную оконечность залива Массачусетс. Гавань защищена от залива Массачусетс и открытого Атлантического океана сочетанием полуострова Уинтроп и острова Дир на севере, изогнутого полуострова Нантаскет и мыса Аллертон на юге, а также островов гавани в середине. Гавань часто описывается как разделенная на внутреннюю и внешнюю.
Границы гавани условно определяются от Уинтропа на севере до Халла и Нантаскета на юге. В бухте и на подходе к ней расположено множество небольших островов. Сама гавань занимает 50 квадратных миль (130 км².), 180 миль (290 км) береговой линии и 34 островами гавани.
В гавани расположены несколько маяков: один из старейших в стране Бостон-Лайт, Дир-Айленд Лайт, Яйцо Рок Лайт, Лонг-Айленд Хед Лайт, Огни Lovells Island Range, Никс Мейт, Освещение Spectacle Island Range

#### Внутренняя гавань
Внутренняя гавань исторически была главным портом Бостона и является местом расположения большинства его портовых сооружений, а также набережной Бостона, которая была перестроена для жилых и рекреационных целей. Внутренняя гавань простирается от устьев рек Чарльз и Мистик, которые впадают в гавань, до международного аэропорта Логан и острова Касл, последний теперь соединен по суше в 1928 году с Бостоном, где внутренняя гавань встречается с внешней гаванью.

#### Внешняя гавань
Внешняя гавань простирается к югу и востоку от внутренней гавани. Со стороны суши и по часовой стрелке гавань состоит из трех небольших заливов: залива Дорчестер, залива Куинси и залива Хингем. Со стороны моря расположены две глубоководные якорные стоянки Президент-роудс и Нантаскет-роудс, которые разделены Лонг-Айлендом. Внешняя гавань питается несколькими реками, включая реку Непонсет, реку Веймут-Фор, реку Веймут-Бэк и реку Вейр.
Именно здесь состоялось знаменитое «Бостонское чаепитие».